# Charles FitzRoy (2e duc de Grafton)
Charles FitzRoy (25 octobre 1683 – 6 mai 1757) est un homme politique anglais, titré 2e duc de Grafton.

## Famille
Il est le fils unique et héritier de Henry FitzRoy (1er duc de Grafton) (1663-1690) (fils illégitime du roi Charles II par sa maîtresse Barbara Palmer) et de son épouse Isabella Bennet (2e comtesse d'Arlington) (en). Il succède à son père le 9 octobre 1690.

## Carrière
Grafton est l'un des membres du Kit-Cat Club représenté par Godfrey Kneller, qui soutenait la dynastie des Hanovre. Il sert en tant que Lord grand intendant au couronnement de Roi George Ier, devenant Conseiller Privé en 1715 et Chevalier de la Jarretière en 1721. Il sert en tant que Lord lieutenant d'Irlande de 1720 à 1724 et Lord Chambellan de 1724 jusqu'à sa mort. En 1719, il est l'un des principaux abonnés à l'Académie Royale de Musique, une société qui produit de l'opéra baroque sur scène. En 1739, il soutient la création de ce qui allait devenir l'un des plus importants organismes de bienfaisance de Londres, le Foundling Hospital.

## Mariage et descendance

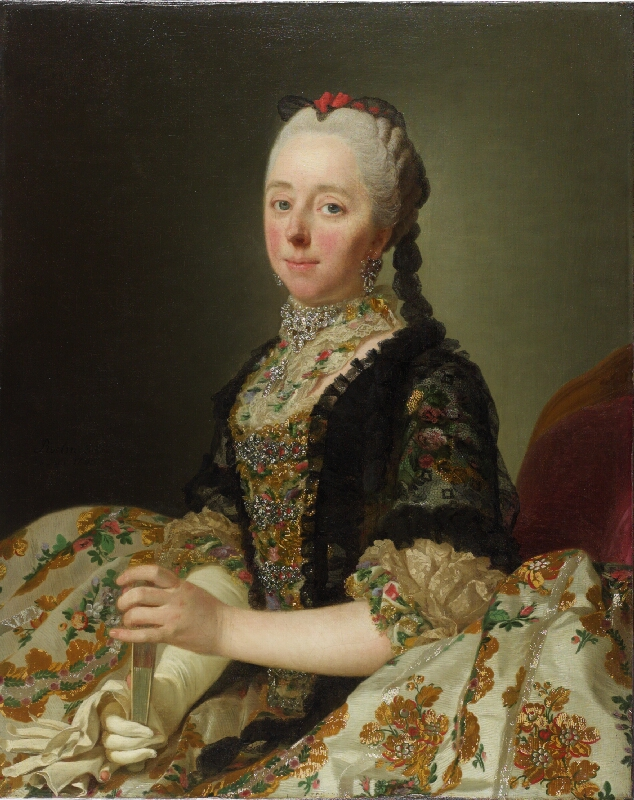
Isabelle, Comtesse de Hertford par Alexandre Roslin (1765).
Hunterian Art Gallery, University of Glasgow.

Il épouse Lady Henrietta Somerset, fille de Charles Somerset marquis de Worcester et Rebecca Child ; ils ont sept enfants :
- Charles Henry FitzRoy, comte de Euston (13 avril 1714 – 18 décembre 1715) ;
- George FitzRoy, comte d'Euston (24 août 1715 – 7 juillet 1747). Il se marie le 10 octobre 1741 à Dorothy Boyle (14 mai 1724 – 2 mai 1742) fille aînée de Richard Boyle (3e comte de Burlington) et son épouse Dorothy Savile Boyle, fille de William Savile (2e marquis d'Halifax). Le comte est tristement célèbre pour maltraiter sa femme, qui meurt sept mois après leur mariage, sans enfants[3] ;
- Augustus FitzRoy (1716-1741) (16 octobre 1716 – 24 mai 1741). Il est marié à Elizabeth Cosby, la fille du colonel William Cosby, qui sert comme Gouverneur de New York. Ils sont les parents de deux fils, qui fondent des branches de la famille, qui subsistent encore aujourd'hui : Augustus FitzRoy (3e duc de Grafton) et Charles FitzRoy (1er baron Southampton) ;
- Charles FitzRoy (23 avril 1718 – 29 juillet 1739) ;
- Caroline Fitzroy (8 avril 1722 – 26 juin 1784). Elle épouse William Stanhope (2e comte de Harrington). Ils sont les parents de Charles Stanhope (3e comte de Harrington) et six autres enfants ;
- Harriet FitzRoy (8 juin 1723 – août 1735) ;
- Isabella FitzRoy (1726 – 10 novembre 1782). Elle épouse Francis Seymour-Conway. Ils sont les parents de Francis Seymour-Conway (2e marquis d'Hertford) et onze autres enfants. Ils sont les ancêtres de Diana, Princesse de Galles par l'intermédiaire de leur fils Hugh Seymour.

Le duc a un fils illégitime, Charles FitzRoy-Scudamore.
Grafton Street à Dublin et Grafton, dans le Massachusetts, sont nommés en son honneur.